# Xã Woodward, Quận Lycoming, Pennsylvania
Xã Woodward (tiếng Anh: Woodward Township) là một xã thuộc quận Lycoming, tiểu bang Pennsylvania, Hoa Kỳ. Năm 2010, dân số của xã này là 2.200 người.